# Lygisaurus zuma
Lygisaurus zuma — вид сцинкоподібних ящірок родини сцинкових (Scincidae). Ендемік Австралії.

## Поширення і екологія
Lygisaurus zuma мешкають в двох прибережних районах на північному сході Квінсленду, один з яких розташований на північ від Маккая, а другий в районі Таунсвілля і Інгема. Вони живуть у відкритих евкаліптових лісах, в глерейних лісах і на узліссях.